# Vega Alta (Puerto Rico)
Vega Alta es un municipio localizado en la costa norte del Estado Libre Asociado de Puerto Rico. Limita con el océano Atlántico por el norte, con Morovis y Corozal por el sur; con Vega Baja por el oeste; y con Dorado por el este. Tiene una extensión aproximada de 72 km².
Vega Alta está formada por sierte barrios, a los que se suma Vega Alta barrio-pueblo, que es el centro administrativo de la localidad. Forma parte del Área metropolitana de San Juan-Caguas-Guaynabo.
Vega Alta está al oeste de San Juan, la capital de Puerto Rico. En ella se encuentra el Hotel Hyatt Regency Cerromar, aunque muchos lo consideren parte de la ciudad vecina de Dorado. Vega Alta es también conocida por el hermoso Balneario Público de Cerro Gordo, una de las playas más visitadas de Puerto Rico. Otro lugar de interés es su iglesia católica, mejor conocida como la Inmaculada Concepción, fundada en el 1813. Para los naturalistas y los caminantes, el Bosque Estatal de Vega ofrece varias oportunidades para estirar sus piernas. De hecho, el Bosque de Vega es la primera reserva de bosque que usted encontrará mientras viaje hacia el oeste de San Juan.
Durante la primera semana de diciembre, Vega Alta celebra su patrón, La Inmaculada Concepción.
Por otra parte, es la ciudad natal de Bernie Williams, centrocampista de los New York Yankees y del boxeador Ángel Chacón.

## Historia
Vega Alta fue fundada en el 1775 por Francisco de los Olivos. En un primer momento fue bautizada como "Vega", aunque más tarde se la pasó a conocer como La Vega de Espinosa. Su cognomento "pueblo de los ñangotaos" deriva de la costumbre de los jíbaros de ñangotarse en los bancos de la Plaza o en la estación local a esperar el tren. Antes pertenecía a una población conocida como "Las Vegas". Esta zona posteriormente se dividió en dos, siendo la primero en fundarse La Vega Alta de Espinosa (1775) y un año después (1776), La Vega Baja del Naranjal.
El 12 de octubre, del 1898 el alcalde del pueblo, Francisco Vega Sánchez, recibió las tropas estadounidenses como parte de la Guerra hispano-estadounidense. En el mismo día, por primera vez en la historia de Vega Alta, la bandera estadounidense fue elevada en la alcaldía. Desde 1902 hasta 1905, Vega Alta vino a ser parte de la ciudad vecina de Vega Baja. En  1905, el gobierno de Puerto Rico pasó una ley, permitiendo que Vega Alta fuera un municipio autónomo. Vega Alta tiene un gran historiador, Benjamín Negrón Rodríguez, quien actualiza la historia del municipio.
- Área (terrestre):  71.87 km² (27.75 millas²)
- Área (agua):  25.28 km² (9.76 millas²)
- Población:  39,951 según el censo del 2010[2]
- Densidad:  527.5 por km² (1,366.1 por millas²)
- Unidades de Hogar:  13,526
- Densidad de Hogar:  188.2 por km²
- Ingreso Per Cápita:  $7,356

## Bandera
La Bandera de Vega Alta se inspira en el diseño del escudo municipal y deriva su simbolismo y colores del mismo, con la excepción de que en ésta, el plateado se convierte en blanco.  El azul celeste de la franja central se inspira en el manto de nuestra patrona Inmaculada Concepción de María y el verde olivo se inspira en los ramos de olivo por nuestro fundador, Francisco de los Olivos; colores en los que se inspira también el escudo. Está dividida verticalmente en siete franjas en la orden, los colores, y las proporciones siguientes: el primer (el inmediato al mástil) blanco (cinco módulos); en segundo lugar: verde (cinco módulos); tercer: blanco (nueve módulos); sexto: verde (cinco módulos); y séptimo: blanco (cinco módulos). La franja  central es color azul celeste(veintidós módulos).

## Escudo
El escudo consiste de tres barras, la barra del centro formada por un ánfora plateada de la cual sobresale unas ramas con lirios; que simbolizan La Inmaculada Concepción de María. A ambos lados unas ramas de olivo que representan el apellido del fundador del pueblo, Don Francisco de los Olivos. La corona indica la categoría del pueblo, (partido) porque tiene tres torres. En el escudo hay dos vástagos de la caña de azúcar, porque ese fue un producto cultivado en la región.

## Clima
Según la página oficial de The Weather Channel, el junio es el mes más caliente y el más seco, mientras que marzo es el mes más fresco, y octubre es el mes más mojado.
- Récords de registro:
  - La temperatura más alta registrada 98 °F en el julio de 1997.
  - La temperatura más baja registrada fue 40 °F en el enero del 1945.

## Demografía

### Barrios
Vega Alta se subdivide en siete barrios y Vega Alta Pueblo (el área urbana y el centro administrativo del municipio).
| - Bajura - Candelaria | - Cienegueta - Espinosa | - Maricao - Mavilla | - Sabana - Barrio Pueblo (Downtown) |

- Pampanos

El código postal de Vega Alta es 00692.

## Geografía
Ríos
- Río Cibuco
- Río Mavilla
- Río Unibón.

## Alcaldes
- Jacinto Seijo
- Teodomiro Ramírez
- Antonio Navas Rumoroso
- Emilio Escalera
- Arturo Rivera
- Ramón Cestero
- Emilio Dávila Díaz
- José Vega Nevarez
- Francisco Chinea
- Carmelo Mercado, PPD
- José Rosado Negrón, (PNP,1977–1980)
- Manuel Chinea Marrero (PPD,1981-1992)
- Isabelo "Chabelo" Molina Hernández (PNP, 1993-2001)
- Juan "Mane" Cruzado (PPD, 2001–2002) renunció, vicealcalde José Colón asumió el puesto.
- José Colón (PPD, 2002–2005)
- Isabelo "Chabelo" Molina Hernández (PNP, 2005–2017)
- Oscar "Can" Santiago Martínez (PPD, 2017–2020)
- María M. Vega Pagán (PNP, 11 de enero 2021-Presente) (Primera mujer alcaldesa)

## Economía

### Agricultura
- Guineos, plátanos, frutas, granos, y caña de azúcar
- Flores y plantas ornamentales.
- Productos de leche, carne, cerdos, y aves de corral.

### Industria
- Manufactura de químicos, maquinarias eléctricas y electrónica, muebles, alimentos, y plásticos.

### Turismo
- Playa Cerro Gordo: Una playa local abierta para el público general.
- Hyatt Regency Cerromar: Cerrado, hotel ya no está en funcionamiento. Ahora se utiliza como tiempo compartido. Puede abrir de nuevo como un hotel.

#### Lugares de interés/cultura
- Playa Cerro Gordo
- La Galería en el Gran Caribe
- Bosque Estatal de Vega
- Hyatt Regency Cerromar (no está en funcionamiento)
- Central Carmen (cerrado en el 1945, chimenea todavía que se coloca y trabajo de la preservación hecho en el 2001 para reparar daño causado por los rayos)

#### Festivales y eventos
- Festival del Panapén
- Fiestas de los Tres Reyes - enero
- Rosario de Canción - febrero
- Carnaval Vegalteño - febrero
- Festival de- julio
- Paseo de la Virgen del Carmen - julio
- Festival del Gallo de Pelea - octubre
- Fiestas Patronales - diciembre
- BambuTennis - Comunidad Carmelita
- Caminata & Maratón 5K "Admirante", Bo. Bajuras-2.º. Domingo Marzo

#### Transportación
- El aeropuerto más cercano es el Aeropuerto Internacional Luis Muñoz Marín en Carolina.

## Educación

### Escuelas públicas
- Escuela Elemental Antonio Paoli
- Escuela Elemental Urbana
- Escuela Elemental Elisa Dávila Vázquez
- Escuela Elemental Ignacio Miranda
- Escuela Elemental José D. Rosado
- Escuela Elemental José M. Pagán
- Escuela Elemental Rafael Hernández
- Escuela Intermedia Apolo San Antonio
- Escuela Acreditada Segunda Unidad Francisco Felicié Martínez
- Escuela Intermedia Adelaida Vega
- Escuela Superior Ileana de Gracia / High School
- Escuela Superior Ladislao Martínez Otero (Maestro Ladí) - la primera escuela superior del municipio

### Escuelas privadas
- Academia Discípulos de Cristo (Escuela de nivel elemental, intermedia y superior)
- Colegio de la Vega (Nivel elemental a superior)
- Academia Cambu

## Deportes
Vega Alta es mejor conocido por tener muchos peloteros locales como profesionales. Su equipo local son los Maceteros de Vega Alta, un equipo de pelota doble A de la Federación de Béisbol Aficionado de Puerto Rico. El baloncesto se juega en comunidades locales. Se practican otros deportes como el tenis, el voleibol, el balompié, el balonmano, las peleas de gallos, el surfing aficionado, la gimnasia artistica, entre otros...